# リオン・ドールコーポレーション
株式会社リオン・ドールコーポレーション（LionDor Inc.）は、福島県会津若松市に本社を置く、食料品を主体としたスーパーマーケットチェーンの運営会社。CGCグループ加盟。

## 歴史・概要
1902年（明治35年）1月に喜多方町（現・喜多方市）にて「鍵本屋漆器店」を創業したのが始まりである。
第2次世界大戦後に家業の漆器製造卸業の将来性が乏しいと見て洋品雑貨の販売に転業し、1948年（昭和23年）11月に3代目小池嘉吉（かきち）が会津若松市大町にて洋品店「ライオン堂」を開業した。
1950年（昭和25年）3月30日に「株式会社ライオン堂」を設立し、法人化した。
2001年（平成13年）に「株式会社ライオン堂」から「リオン・ドール」に変更した。
福島県会津地方を中心に福島県中通り（福島市・郡山市・白河市ほか）、隣県の新潟県・栃木県・茨城県に展開しているスーパーマーケット。かつては秋田県、宮城県へも出店していたが撤退している。

## 年表
- 1902年（明治35年）1月 - 喜多方町（現・喜多方市）にて「鍵本屋漆器店」を創業[3]。
- 1948年（昭和23年）11月 - 3代目小池嘉吉（かきち）が、会津若松市大町にて洋品店「ライオン堂」を開業[6][7]。
- 1950年（昭和25年）3月30日 - 「株式会社ライオン堂」を設立し、法人化[1]。3代目小池嘉吉が社長職に就任[1]（1997年に会長職）[6]。
- 1964年（昭和39年）7月 - 福島県外の第1号店を秋田県内（秋田市民市場内）に開店。
- 1967年（昭和42年）6月 - 新潟県1号店として津川店（東蒲原郡津川町[注釈 2]）開店。1976年（昭和51年）6月の白根店開店以降、新潟県へ本格進出。
- 1969年（昭和44年）6月 - 「株式会社北関東ライオン堂」（現：北関東リオン・ドール）を設立し、栃木県に進出。
- 1985年（昭和60年）11月 - 150坪スタイル小型店舗1号店七日町店（現店舗近隣地にあった旧店舗）開店[8]。
- 1987年（昭和62年）2月 - ビデオレンタル事業に参入、レオクラブの第一号店として西若松店を開店。
- 2001年（平成13年）
  - 4月 - コーポレートアイデンティティ（CI）を導入、店名をライオン堂から「リオン・ドール」に変更。
  - 9月 - 商号を「株式会社リオン・ドールコーポレーション」に変更。
- 2002年（平成14年）6月 - 若松店（後の神明通り店）と同じ神明通り沿いにあった長崎屋会津若松店跡に、複合商業施設「レオクラブ・ガーデンスクエア」（現:リオン・ドールガーデン）開店。
- 2004年（平成16年）5月 - 青森県八戸市等にて「三光ストア」を運営する株式会社三光との業務・資本提携。
- 2007年（平成19年）11月 - 福島県須賀川市等にて「主婦の店サンユー」を運営する（株）主婦の店サンユーの全株式取得。
- 2013年（平成25年）2月 - 株式会社リッツコーポレーションを設立、三光からスーパーマーケット事業「三光ストア」を譲受。
- 2014年（平成26年）3月 - リッツコーポレーションの株式をユニバースに譲渡、青森県から撤退。
- 2016年（平成28年）3月 - （株）主婦の店サンユーを吸収合併。
- 2018年（平成30年）2月1日 - 福島県白河市等にて「ライフポートわしお」を運営するわしお（株）の株式を取得、完全子会社化[9]。
- 2019年（令和元年）5月9日 - 栃木県大田原市等にて「スワストア」を運営する（株）諏訪ストアの株式を取得、完全子会社化[10]。
- 2020年（令和2年）12月 - 神明通りの本部から営業本部を切り離し、猪苗代町字五輪原に営業本部「LIDIHQ」（リディック）を新設。従来の本部は人事、財務、販売促進を担当する管理本部となる。[11]
- 2021年（令和3年）
  - 5月31日 - 「みんなの業務用スーパーLynx（リンクス）」1号店が年貢店に開店。
  - 6月14日 - 栄川酒造を傘下に置く（ヨシムラ・フード・ホールディングスから第三者割当増資により譲渡）[12]。
- 2022年（令和4年）
  - 2月13日 - 茨城県大子町にて大子店を開店。茨城県へ進出。
  - 3月2日 - 創業者の3代目小池嘉吉会長が97歳で死去[6][7]。
  - 4月 - 代表取締役社長小池信介の長男で取締役の小池駿介が、北海道出張中の4月23日、同斜里郡斜里町の知床半島沖（カシュニの滝付近）において観光船乗船中に海難事故に遭遇し28歳で死去[13]。
  - 9月 - 株式会社カワマツが運営するにいつフードセンター8店舗の全株式を譲受し、完全子会社化[14]。
- 2023年 (令和5年)
  - 2月23日 - グループの株式会社北関東リオン・ドールが栃木県でスーパーを運営する株式会社ダイユーから9店舗を事業譲受[15]。
  - 6月2日 - ヤオハンを完全子会社化[14][16]。

## 運営業態

### 現在

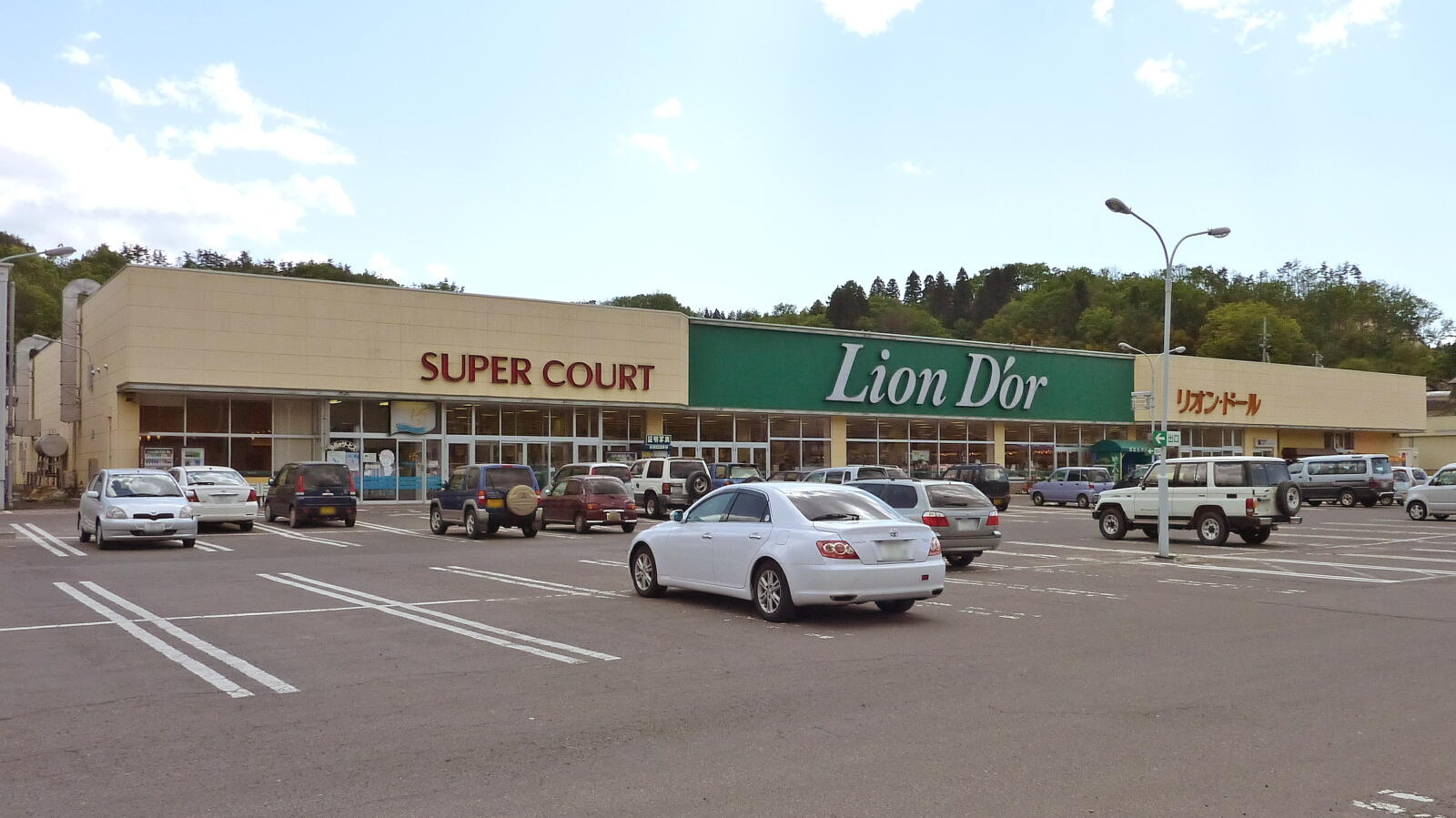
川俣店
（福島県伊達郡川俣町）

- Lion D'or（リオン・ドール） - SM（スーパーマーケット）業態。
- TSUTAYA
子会社「レオクラブインターナショナル」が運営するFC（フランチャイズ）運営、一部のリオンドール店舗内に併設。かつては、「レオクラブ」「レオクラブTSUTAYA」の屋号でレンタルビデオ・レンタルCD店を営業していた。
- ドトールコーヒーショップ - FC運営、一部のリオンドール店舗内に併設。
- みんなの業務用スーパーLynx（リンクス） - 冷凍食品を中心に取り扱う。一部店舗はTSUTAYAのフロアを縮小して出店。

### 過去
- ライオンドー時代のロゴマーク（旧・千石店）ライオンドー - SM業態、旧屋号。
- ライオンドーホームセンター
- アピシエール - 衣料品専門業態

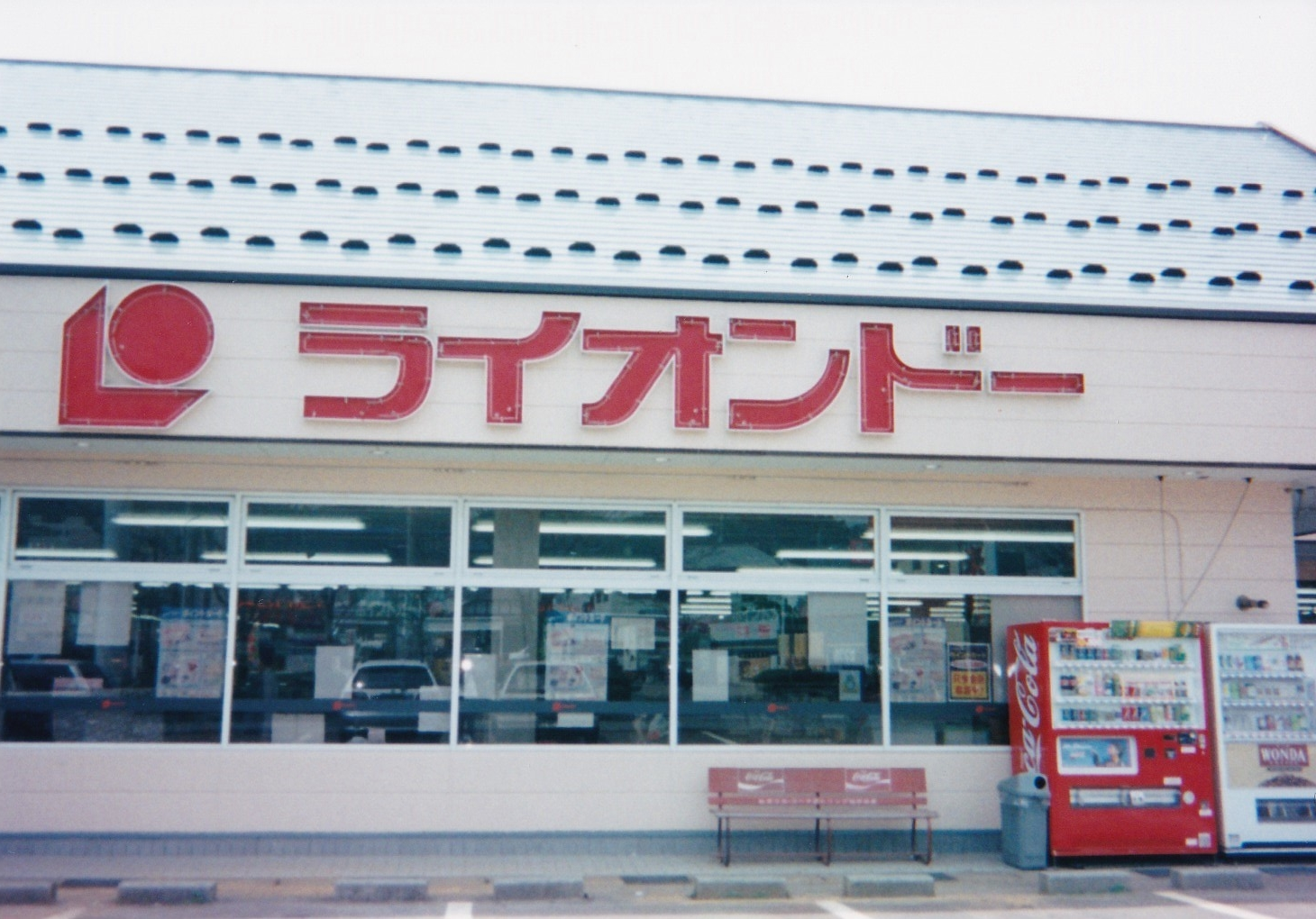
ライオンドー時代のロゴマーク（旧・千石店）

- ASPIA（アスピア） - 衣料品専門業態
- レオフード - ファーストフード
- イエローハット - FC運営
- ブックオフ - FC運営

## 店舗

### 過去の店舗
- 店舗名の後ろについている×は現在建物が解体された店舗。

#### 福島県

##### 会津地方

###### 会津若松市

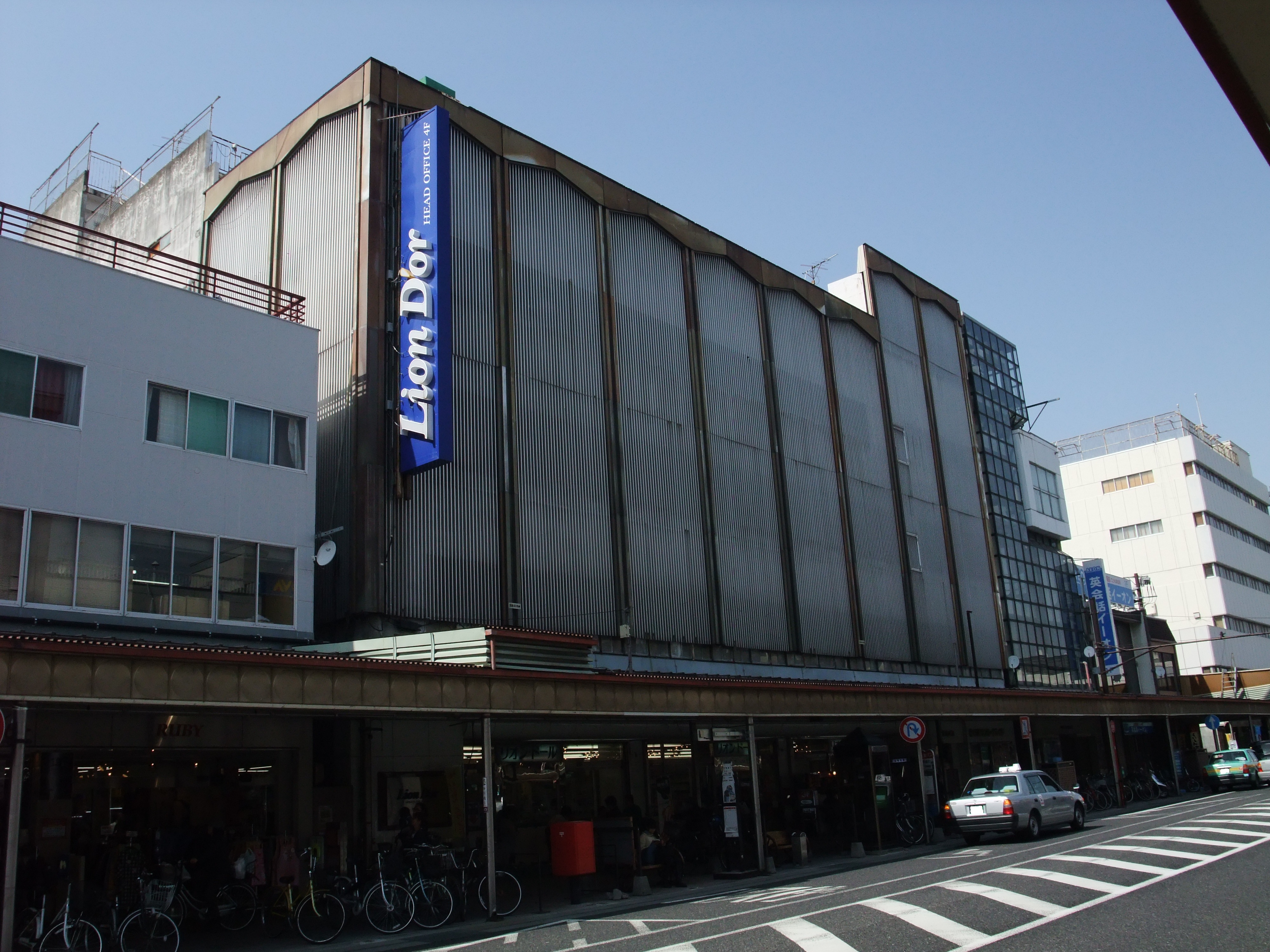
リオン・ドール神明通り店（本部併設）

- 若松店→神明通り店×（会津若松市中町4丁目36[17]、1961年（昭和36年）12月1日開店[17] - 2020年（令和2年）9月16日閉店）
売場面積2,510m2[17]。
入居していた本部は、同じ神明通りにあるリオン・ドールガーデン6階に移転した。
- 材木町店×（会津若松市材木町2-8-15[17]、1969年（昭和44年）5月27日開店[17]）
売場面積1,140m2[17]→919ｍ2[18]。

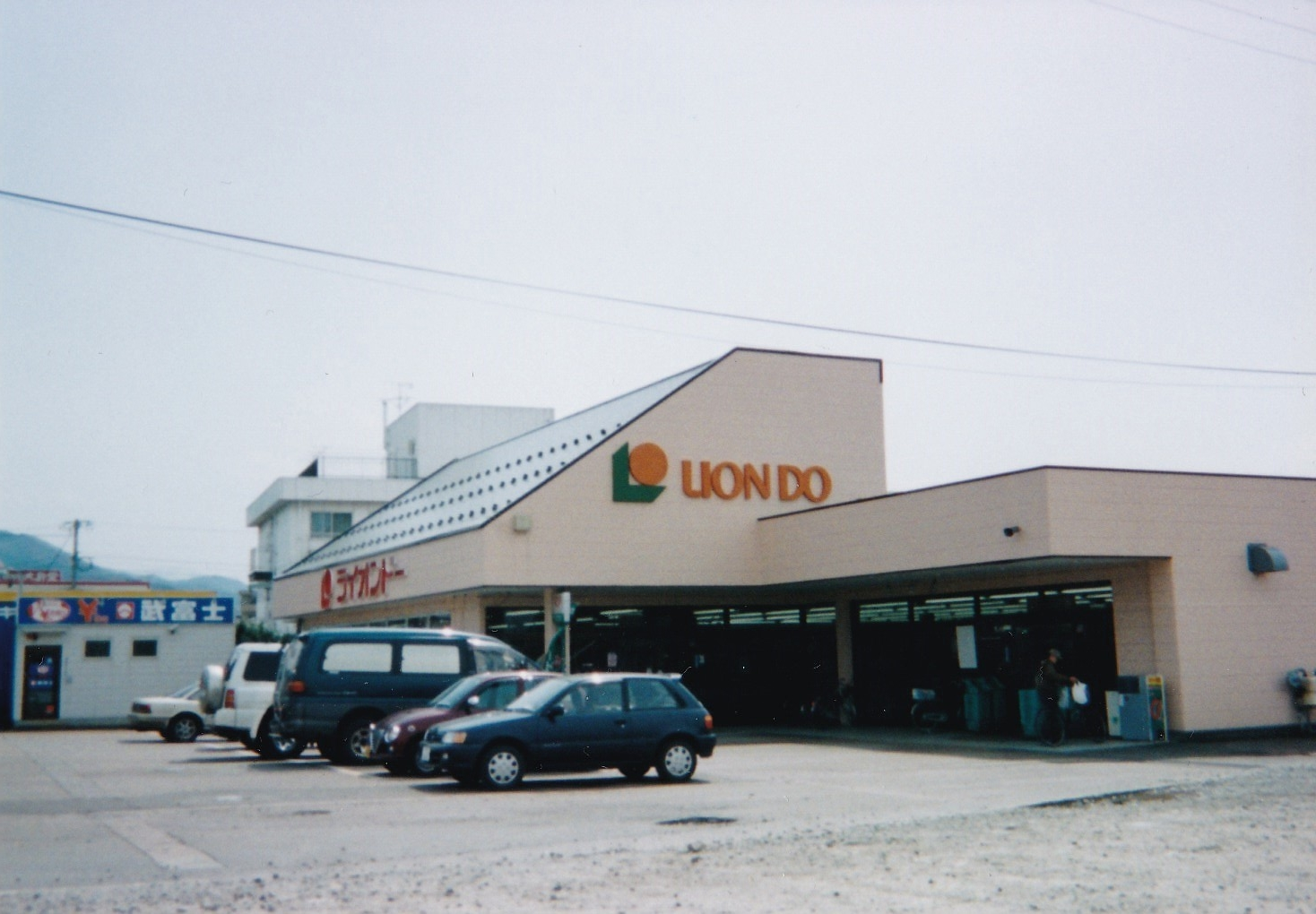
旧・千石店（会津若松市平安町）

- （初代）千石店×（会津若松市平安町[要出典]、1986年（昭和61年）10月15日開店[19]）
売場面積約497m2[19]
- レオクラブ千石店×（会津若松市平安町）
- ライオンドーホームセンター西若松店→イエローハット西若松店（会津若松市、1986年（昭和61年）10月20日開店[19]
  - 売場面積約496m2[19]
- レオクラブ西若松店×
- レオクラブ駅前店×（会津若松市中央3丁目）

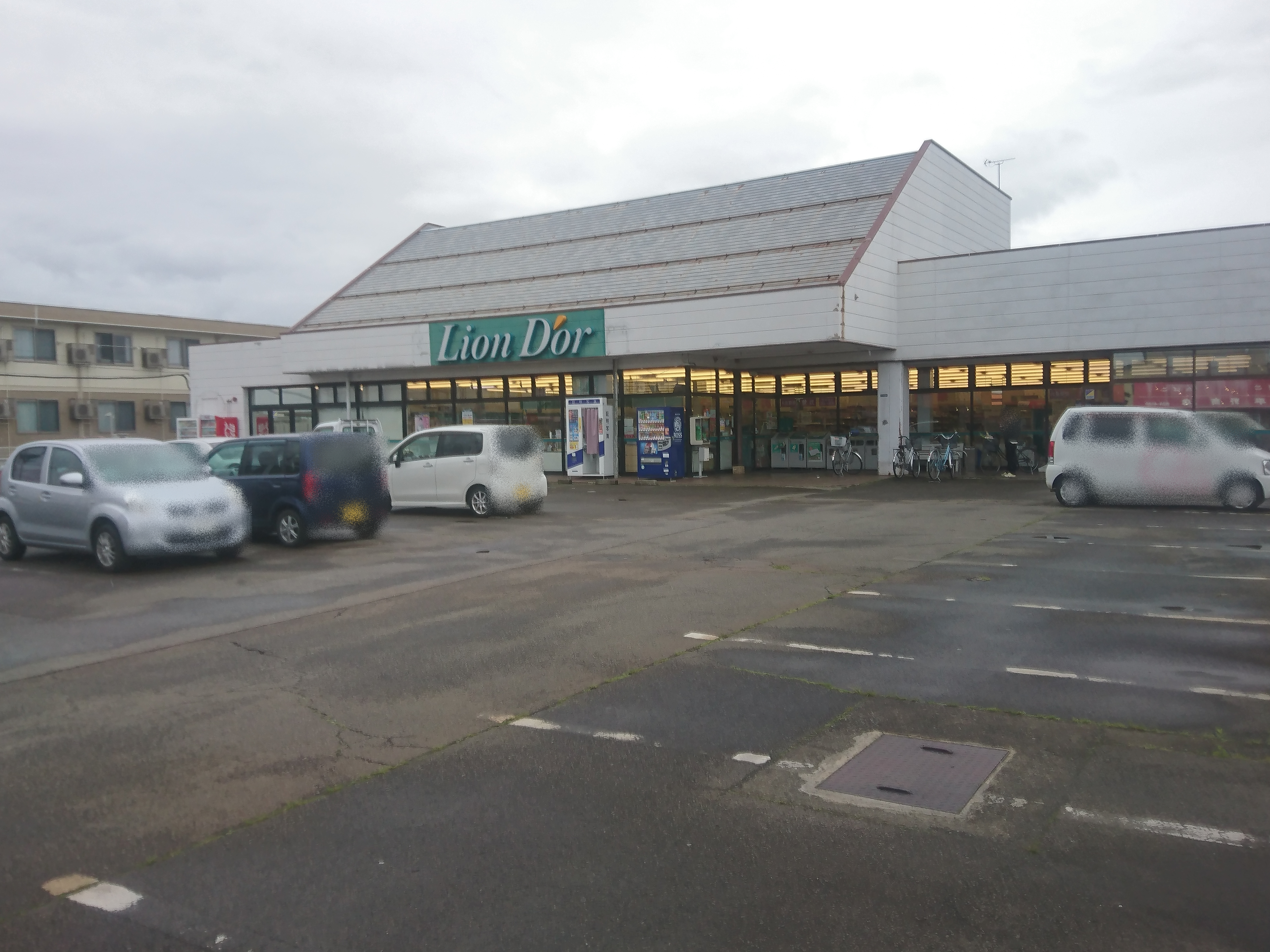
旧・七日町店（会津若松市西七日町）

- （初代）七日町店 - 会津若松市西七日町21-12（1985年（昭和60年）11月28日開店[8] - 2018年（平成30年）5月13日閉店）
近隣地の会津若松市西七日町5-33に移転し、2018年（平成30年）5月16日に新築移転オープンした。
- 米代店（会津若松市、1986年（昭和61年）12月10日開店[19]）
売場面積約495m2[19]

###### 喜多方市
- （初代）喜多方店→喜多方南店×（喜多方市3丁目4782[17]、1963年（昭和38年）12月1日開店[17]）
売場面積1,230m2[17]→2,519m2、2階建て[20]。
- 仲町店→喜多方店（2代目）→喜多方仲町店×（初代、1981年（昭和56年）12月開店[21] - ）
元々ジャスコ喜多方店が進出する計画であったが、1977年（昭和52年）4月に出店を断念し、当社に用地を譲渡した店舗であった[22]。

- （初代）塩川店×（耶麻郡塩川町米沢町1746[23][24]、1964年（昭和39年）10月1日開店[23] - ?）
売場面積790m2[23]
- （2代目）塩川店×（耶麻郡塩川町[注釈 3]東栄町2丁目2-1、1982年（昭和57年）7月開店[25] - 1996年（平成8年）頃閉店）

###### その他
- （初代）高田店（大沼郡会津高田町字高田甲2880[24]、1967年（昭和42年）12月28日開店[24]）
売場面積約630m2[24]
- ライオンドーホームセンター高田店→アスピア高田店 (会津美里町）
現在はダイソー。
- アスピア坂下店（1997年（平成9年）開店）- 会津坂下町
- 旧・猪苗代店（猪苗代町字町尻347-2[17][24]、1966年（昭和41年）9月18日開店[17][24] - 1980年（昭和55年）閉店）
売場面積790m2[17]。
現在の1980年（昭和55年）10月に、現在地の猪苗代町芦原へ移転。
- ライオンドーホームセンター猪苗代店 - 猪苗代町

##### 中通り
- 須賀川店（福島県須賀川市宮先町18[26][27]、1967年（昭和42年）11月1日開店[27] - ?閉店）
売場面積約1,780m2[27] → 約1,127m2[28]
宮先町商店街の一角に出店していた[29]。
- 開成店×（福島県郡山市開成6丁目252）
- 富田店（福島県郡山市、1986年（昭和61年）11月18日開店[30] - ?）
売場面積1,100m2[23]
- 二本松店→アスピア二本松店・レオクラブ二本松店（二本松市本町1-206[23][27]、1968年（昭和43年）10月1日開店[23] - ?）
売場面積1,100m2[23]
- 大槻店
- 浅川店
- 白河西店（白河市北真舟172‐1 とぴあ104 1階、2018年（平成30年）3月10日開店- 2024年（令和6年）9月30日閉店）
株式譲渡前の「わしお生活応援館（とぴあ店）」[要出典]。わしおの出店前は「とりせん白河店」[要出典]。
- ライフポートわしお東店（西白河郡東村深仁井田刈敷坂11（現：白河市））
株式譲渡後の「わしお」（リオン・ドールの子会社）として営業していた店舗。エコスグループが営業を引き継ぐことが決まり、リオン・ドールへの転換が見送られたため、2018年（平成30年）3月25日閉店。現在はTAIRAYA白河東店。[要出典]

#### 新潟県
- 津川店（東蒲原郡津川町津字中町3521[31]（現：阿賀町）、1967年（昭和42年）6月15日開店[31] - ?）
売場面積約900m2[31]
- 石山店（新潟市東区、1978年（昭和53年）7月開店[32] - ?）
売場面積約3,234m2[32]（直営売場面積約2,160m2[32]）
- 寺尾東店（新潟市西区寺尾東3丁目20‐17、2021年（令和3年）5月19日開店[33]- 2024年（令和6年）1月31日閉店[34]）
元旦に石川県で発生した令和6年能登半島地震に伴う地盤沈下や路面の液状化現象による甚大な被害が出た西区にあった店舗。建物が被災し、営業再開を断念した。[34]
移転前の「ウエルシア新潟寺尾店」[35]。
- 白根北店（新潟市南区能登406‐2[36]、2021年（令和3年）4月16日開店[37]- 2023年（令和5年）1月10日閉店[38]）
- 見附店（見附市学校町1丁目16-15[39]、1990年（平成2年）11月23日開店[39] - 2000年（平成12年）2月27日閉店[要出典]）
売場面積約3,100m2[32]（直営売場面積約3,025m2[32]）
- にいつフードセンターベルシティ店×（1984年（昭和59年）10月5日[要出典]-2023年（令和5年）10月31日閉店[40]
  - 「長崎屋新津店」の食品売場として出店[要出典]。2009年（平成21年）9月の長崎屋撤退後も建物は「ベルシティ新津」として存続、同店も「ベルシティ店」に改称し営業を継続した[要出典]。

#### 栃木県
- 矢板店（矢板市扇町1-1057[41][42]、1969年（昭和44年）9月23日開店[41][43] - ?）
売場面積1,821m2[41] → 1,200m2[43]
- 宝木店 - 宇都宮市宝木町2丁目804-1
1980年代～1990年代にかけて営業。
- 氏家店 (氏家町大字桜野419-1[44]（現：さくら市）、1978年（昭和53年）4月28日開店[44] - ?)
- 上三川店 (上三川町大字上三川字愛石4756[45]) 
ケーヨーデイツー上三川店との共同出店[45]。
- 烏山店× (烏山町金井[46] (現: 那須烏山市)金井1丁目8-23) 、1970年（昭和45年）2月27日開店[46]）
売場面積3,065m2[46]
- レオクラブ烏山店
- 大田原店× (大田原市住吉町2-14-1[47][48]、1974年 (昭和49年) 5月23日開店[47] - )
- 真岡店 (真岡市荒町2168[41]、1970年（昭和45年）4月28日開店[41][49])
売場面積2,362m2[41]
真岡市の大型店第1号として開店した[49]。
- 日光店 (日光市日光1224番1[50])

#### 秋田県
- 秋田店×（秋田市仲通4-7-35[51]、（1964年（昭和39年）12月20日開店[51] -2001年閉店?）
売場面積840m2[51]
同社の県外一号店。日用品のみの取り扱い。

#### 宮城県
- 高森店（仙台市泉区高森7-2、2005年（平成17年）3月 - 2006年（平成18年）1月）
藤崎スーパーマーケット撤退後の居抜出店。

## 関連会社
- 株式会社北関東リオン・ドール
- 株式会社小池
- 株式会社レオクラブインターナショナル（リオン・ドール店内などに一般書籍とレンタルビデオ・CD店の「TSUTAYA」を運営）
- 株式会社諏訪ストア
- 株式会社ヤオハン
- 榮川酒造株式会社 - 2021年6月に81%の株式を取得。
- 株式会社にいつフード

## かつての関連会社
- 株式会社主婦の店サンユー[52] - 2016年（平成28年）3月1日 リオン・ドールコーポレーションに吸収合併され解散。
- わしお株式会社 - 2018年（平成30年）6月30日 リオン・ドールコーポレーションに吸収合併され解散。
- 株式会社リッツコーポレーション ‐ 青森県八戸市を中心に「三光ストア」として展開していたスーパーマーケットチェーン[注釈 4]。2014年に地元スーパーのユニバースの子会社になった後、ユニバースに吸収合併された。